# Andruszówka (hromada)
Andruszówka – hromada miejska na Ukrainie, w obwodzie żytomierskim, w rejonie berdyczowskim. Siedzibą hromady jest miasto Andruszówka.
Hromadę utworzono 12 czerwca 2020 roku w ramach reformy decentralizacji.

## Miejscowości hromady
- miasto Andruszówka
- Antopil
- Browky Druhi
- Browky Perszi
- Halczyn
- Harapiwka
- Horodkówka
- Horodyszcze
- Hrada
- Jareszky
- Jaropowyczi
- Kameni
- Lisiwka
- Lubymiwka
- Łebedynci
- Mała Pjatyhirka
- Mińkiwci
- Mostowe
- Nechworoszcz
- Nowa Kotelnia
- Pawełky
- Tarasiwka
- Wołosiw
- Zarubynci
- Żerdeli